# Fenilalanina deidrogenasi
La fenilalanina deidrogenasi è un enzima appartenente alla classe delle ossidoreduttasi, che catalizza la seguente reazione:
L-fenilalanina + H2O + NAD+ ⇄ fenilpiruvato + NH3 + NADH + H+
Gli enzimi di Bacillus badius e  Sporosarcina ureae sono altamente specifici per la L-fenilalanina; quello di Bacillus sphaericus agisce anche sulla L-tirosina.